# 维罗纳

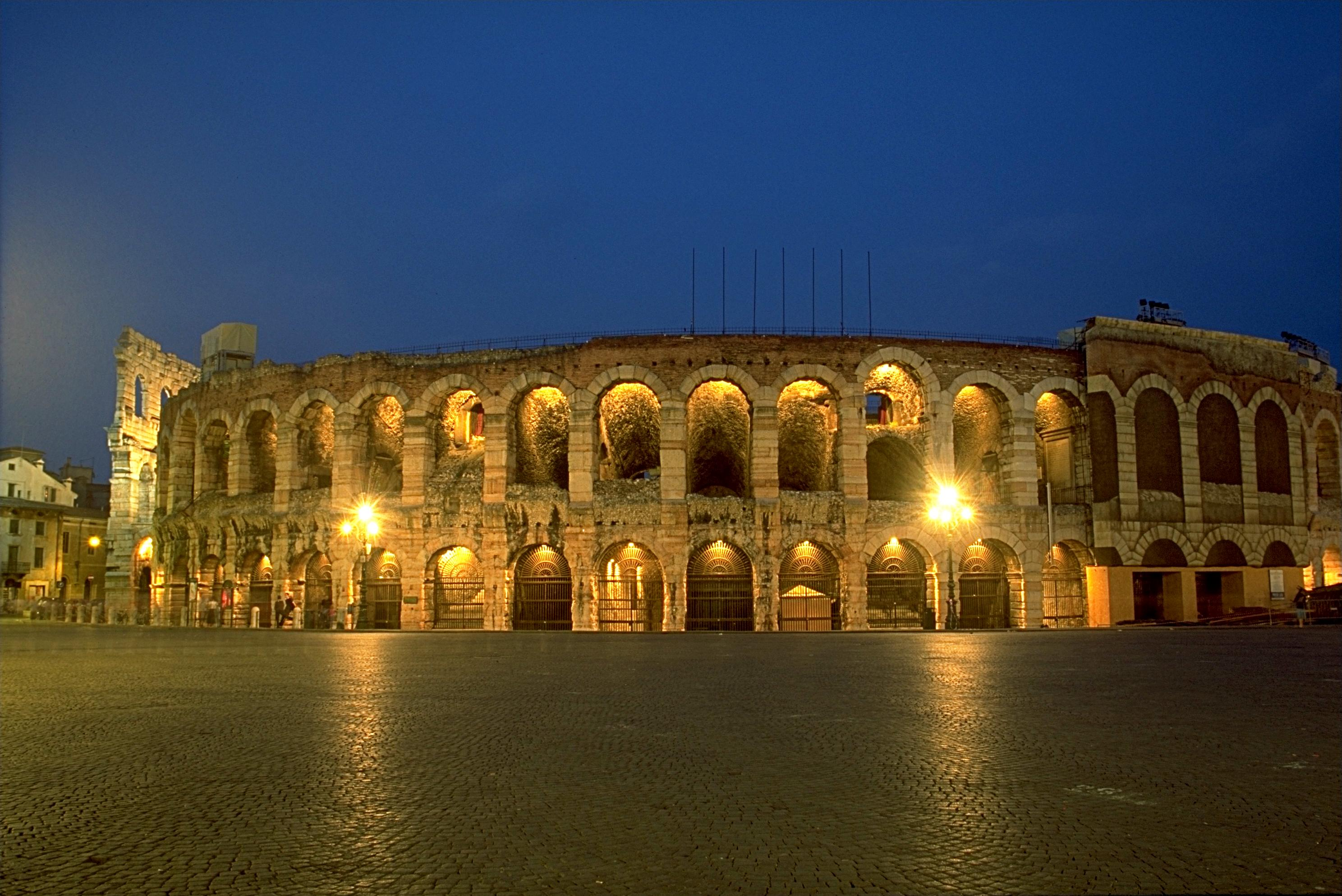
维罗纳圆形竞技场

维罗纳（義大利語：Verona）是位于意大利北部威尼托阿迪杰河畔的一座历史悠久的城市，2000年入选联合国教科文组织的世界遗产。
莎士比亞的名作《羅密歐與茱麗葉》以此城為背景，有「愛之都」之稱。

## 历史
维罗纳最初由古代意大利的埃乌加内人建造，公元前550年被古高卢人占领，公元前约300年波河流域成为罗马人的领土，公元前89年维罗纳成为罗马帝国的殖民地，维罗纳城内现存的圆形露天剧场（竞技场）建造于此后的一个世纪。
维罗纳因为处在多条贸易道路的交界，成为欧洲一座重要的城市。东哥特人从489年开始统治意大利，维罗纳成为东哥德王国狄奥多里克大帝的住所。569年伦巴底人阿尔博因取而代之，维罗纳成为伦巴第的第二大城市。774年伦巴底人在维罗纳做出对法兰克王国查理大帝的最后一次抵抗失败，维罗纳成为意大利国王的住所。952年德意志国王奥托一世入侵意大利征服伦巴第，自称意大利国王，维罗纳归属于巴伐利亚公爵家族，976年起隶属于卡林西亞。12世纪开始维罗纳才获得城市的自治权，1164年创建并加入伦巴第城市联盟，中世纪后期由斯卡拉家族统治。
1509年至1517年维罗纳由神圣罗马帝国的马克西米连一世统治。维罗纳在1797年被拿破仑占领，他结束了威尼斯共和国的统治，在与意大利一起击败第一次反法同盟后，与奥地利签署合约，将维罗纳划为奥地利城市。意大利在1866年的普奥战争中与普鲁士结盟并最终战胜奥地利，维罗纳回归意大利王国。

## 旅游景点

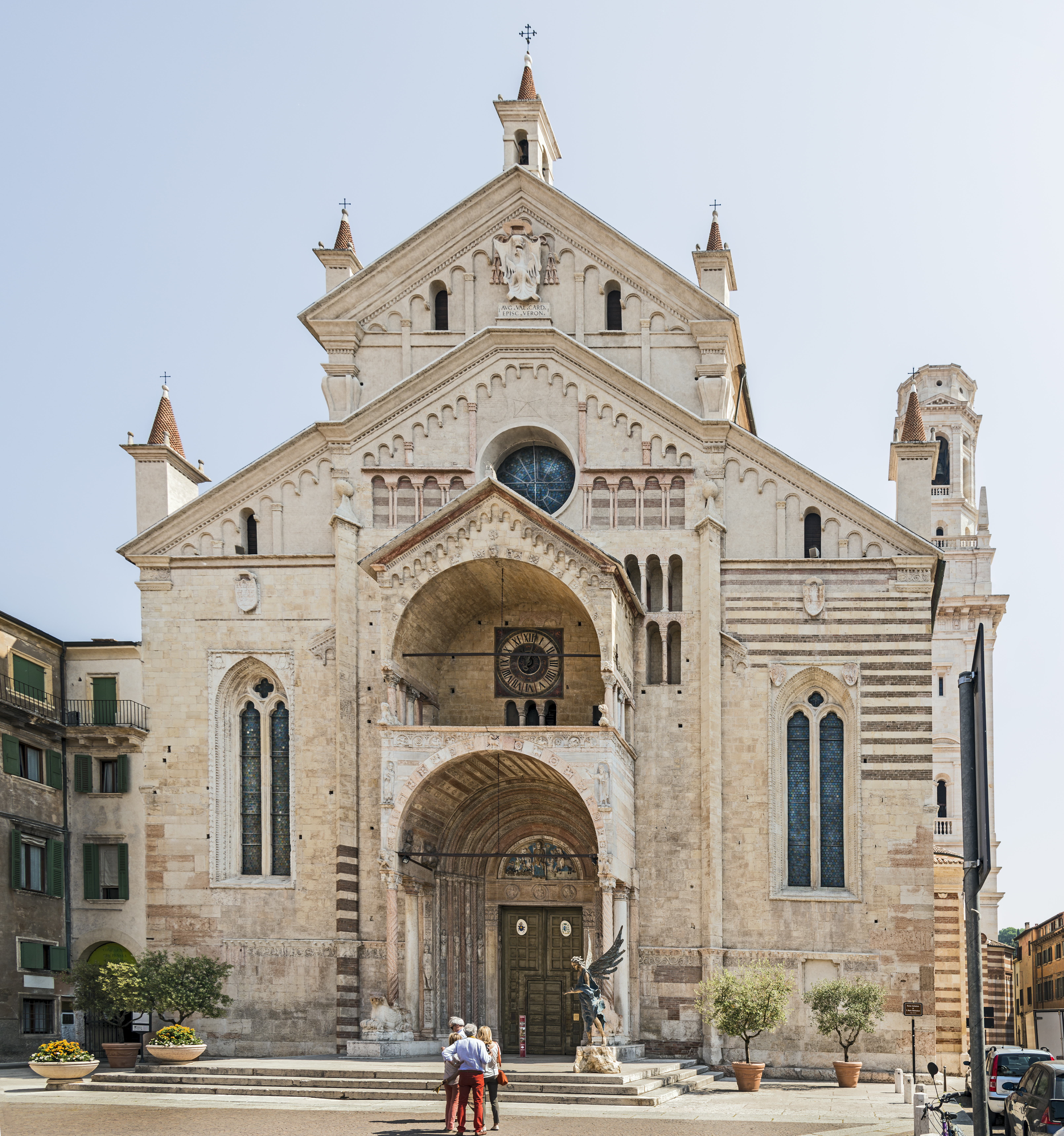
维罗纳主教座堂

如今的维罗纳因坐落在加尔达湖和威尼斯的附近，成为旅游胜地和威尼托地区的经济中心。

### 圆形竞技场
维罗纳最雄伟的建筑是维罗纳圆形竞技场，它同时也是罗马式的圆形露天剧场，它是世界上现存的第三大圆形竞技场，每年夏天都举行歌剧演出，吸引了众多的歌剧迷。

### 教堂
维罗纳有多座教堂。维罗纳圣母主教座堂建于1187年，结合了罗马式建筑和哥特式建筑两种风格，大教堂因文艺复兴后期伟大画家提香的作品《玛利亚升天》而出名。圣亚纳大削堂是维罗纳最大的教堂，由多明我会建造于1290年至1481年间，它的正面保持着没有完工的状态，内饰豪华，并以驼背雕像背着的圣水池而出名。圣费尔莫教堂由本笃会建造于1065年至1138年间，教堂正面展现了罗马式和哥特式两种不同的建筑风格。圣柴诺圣殿建于12世纪和13世纪，整栋建筑呈现罗马式，但屋顶却是哥特式，引人注目的是教堂的钟楼和教堂正面的巨型圆窗。

### 朱丽叶的阳台

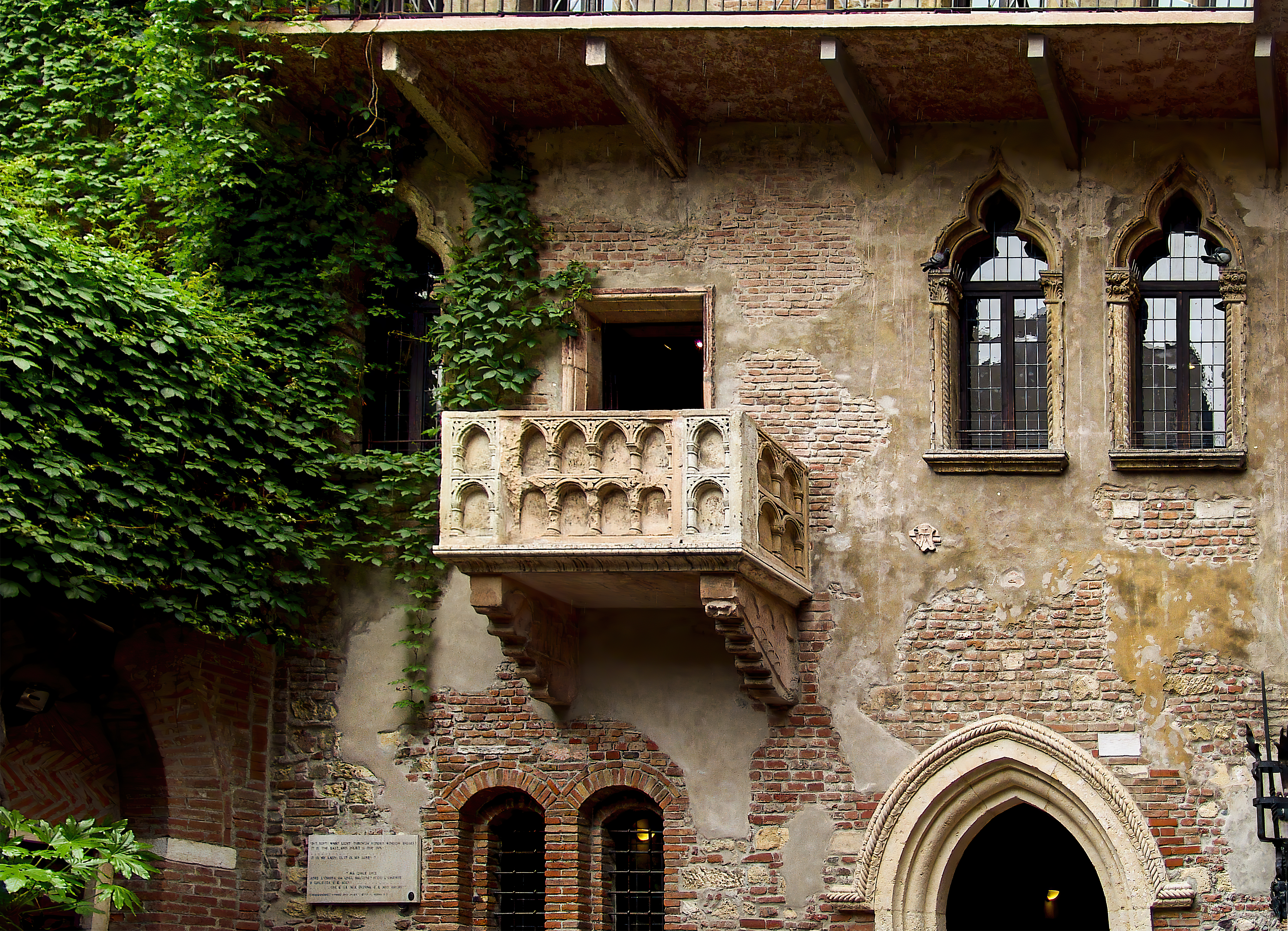
朱丽叶的阳台

莎士比亞剧作《羅密歐與茱麗葉》的故事发生在维罗纳，羅密歐曾在茱麗葉家的阳台向朱丽叶求爱，这段悲剧爱情故事和朱丽叶的阳台一起留给了后世。维罗纳城内仍保留着朱丽叶的故居，故居中“朱丽叶的阳台”每年吸引着数百万的游客。虽然这部戏剧的最早版本发生在锡耶纳而不是维罗纳，实际上也并不存在“朱丽叶的阳台”，维罗纳人不得不一次又一次地向慕名而来的游客解释这一遗憾的事实，但他们出于旅游业的目的还是在故居后院中按照莎士比亚的巨作建造起一座象征性阳台，以供游客朝拜这座“爱的圣地”，故居墙上也留下了无数游客爱情誓言的涂鸦。阳台下有一座朱丽叶的铜像，右胸因传会带来好运而已经被游客抚摸得发亮。

## 体育
维罗纳有两个足球俱乐部，成立于1929年，现时在意大利甲级联赛角逐。切沃曾在2002年出战欧洲联盟杯，2006年出战欧洲冠军联赛。维罗纳的另一間球會維羅納足球俱樂部成立于更早的1903年，曾获得1984年至1985年赛季的意大利冠军，并出战第二年的欧洲联赛冠军杯。

## 教育
维罗纳大学

## 重要人物
维罗纳曾留下过许多重要人物的足迹，同欧洲历史息息相关，凯撒大帝曾选择维罗纳作为他的度假地，意大利东哥德王国的创始者狄奥多里克大帝和他的继任者们，意大利伦巴第王国的建立者阿尔博因和伦巴第的公爵们、法兰克王国国王查理大帝和他的儿子意大利国王丕平、意大利国王贝伦加尔一世、意大利文艺复兴诗人但丁等都曾居住在维罗纳，罗马天主教会产生罗马主教的教宗选举也曾在维罗纳举行。维罗纳也出现在德国作家歌德、法国作家司汤达和瓦勒里的旅行日记中。

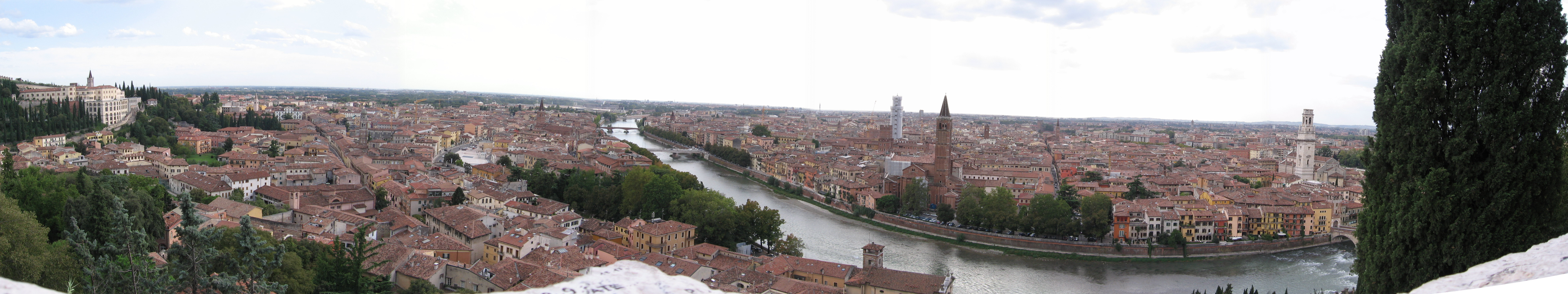
维罗纳全景图

## 交通
附近有维罗纳维拉弗兰卡机场。

## 友好城市
| - 普拉 - 法国尼姆 - 德国慕尼黑 - 奥地利萨尔茨堡 |  | - 巴勒斯坦伯利恒 - 以色列赖阿南纳 - 斯洛伐克科希策 |  | - 日本长濱 - 美国弗雷斯诺 - 伊朗马什哈德 |